# Nephrodium etchichuryi
Nephrodium etchichuryi là một loài dương xỉ trong họ Dryopteridaceae. Loài này được Hicken mô tả khoa học đầu tiên năm 1907.
Danh pháp khoa học của loài này chưa được làm sáng tỏ. 